# Coltrane (álbum de 1962)
Coltrane é um álbum de estúdio do músico de jazz John Coltrane. Foi lançado em 1962 pela Impulse! Records.
| Críticas profissionais                                                      | Críticas profissionais |
| Avaliações da crítica                                                       | Avaliações da crítica  |
| Fonte                                                                       | Avaliação              |
| --------------------------------------------------------------------------- | ---------------------- |
| Allmusic                                                                    | [ 1 ]                  |
| Esta tabela precisa de ser acompanhada por texto em prosa. Consulte o guia. |                        |

## Faixas
1. "Out of This World" (Harold Arlen) — 14:01
  - Johnny Mercer escreveu a letra, mas esta gravação é instrumental
2. "Soul Eyes" (Mal Waldron) — 5:23
3. "The Inch Worm" (Frank Loesser) — 6:15
4. "Tunji" (John Coltrane) — 6:32
5. "Miles' Mode" (Coltrane) — 7:30
6. "Big Nick" (Coltrane) — (faixa bônus) 4:04
7. "Up 'Gainst The Wall" (Coltrane) — (faixa bônus) 3:13

## Músicos
- John Coltrane - sax soprano e sax tenor;
- McCoy Tyner – piano;
- Jimmy Garrison - baixo;
- Elvin Jones – bateria.